# 1938年5月29日日食
1938年5月29日日食是一次日全食，發生於1938年5月29日。新月當天（即朔日），地球上觀測到月球和太阳的角距離極小，此時月球如果恰好在月球交點附近，穿過太阳和地球之間，與地球、太阳接近一直線，則會出現日食。月球本影接觸地表而使該區域完全得不到陽光，就會形成日全食，同時在本影兩側數千公里的半影範圍內遮擋部分陽光，形成日偏食。此次日全食經過了南奧克尼群島和南乔治亚和南桑威奇群岛，日偏食則覆蓋了南美洲中南部、非洲南部及周邊部分地區。

## 日食概況

### 出現區域
南極半島北端以東約320公里的洋面在日出時最先看到日全食，隨後月球本影向東北覆蓋了南奧克尼群島、南乔治亚和南桑威奇群岛的部分島嶼，在扎沃多夫斯基島東北約530公里處達到最大食分，此後本影轉向東南移動，在日落時分結束於布韦岛東南約820公里的洋面。
本次月球本影經過的陸地全都是島嶼，依次包括：
- 南极洲：南奧克尼群島；
- 南乔治亚和南桑威奇群岛：南喬治亞群島除西北部外的大部、扎沃多夫斯基島、維索科伊島。[3][4]

除了狹窄的全食帶內能看見日全食之外，月球半影覆蓋範圍內都能看到日偏食，包括智利除北端外的大部、阿根廷、玻利維亞南部、巴拉圭、乌拉圭、巴西南半部、非洲南部、南極半島北端及大西洋南部諸島嶼。

### 基本參數
- 類型：日全食
- 食甚中心處（位於扎沃多夫斯基島東北約530公里的南大西洋）資料：
  - 時間：1938年5月29日13:49:54.5
  - 地點：52°43.8′S 22°1.3′W / 52.7300°S 22.0217°W
  - 食分：1.0552（全食帶內最大）
  - 日全食持續時間：4分4.6秒

## 相關的日月食

### 月全食
1938年5月14日的月全食在本次日全食之前半個月發生，同屬一個食季。這是自1928年5月19日的日全食和1928年6月3日的月全食以來首次出現一個食季中的日食和月食均為全食，即日全食和月全食相隔僅半個月相繼發生，而下一次出現則要等到1950年9月12日的日全食和1950年9月26日的月全食。

### 1935-1938年的日食
月球交替位於相對的月球交點時，以半個交點年（食年），即約177天又4小時間隔出現下列日食。
註：1935年2月3日和1935年7月30日的日偏食屬於上一組交點年系列。
| 升交點   | 升交點                    |          | 降交點                   | 降交點 |
| 沙羅周期 | 地圖                      | 沙羅周期 | 地圖                     |        |
| 111      | 1935年1月5日 偏食（南）   | 116      | 1935年6月30日 偏食（北） |        |
| 121      | 1935年12月25日 環食       | 126      | 1936年6月19日 全食       |        |
| 131      | 1936年12月13日 環食       | 136      | 1937年6月8日 全食        |        |
| 141      | 1937年12月2日 環食        | 146      | 1938年5月29日 全食       |        |
| 151      | 1938年11月21日 偏食（北） |          |                          |        |

### 沙羅周期
沙罗周期長度為18年11天。本次日食屬於沙羅周期146，共包含76次日食，依次為1541年9月19日至1920年5月18日的22次日偏食、1938年5月29日至2154年10月7日的13次日全食、2172年10月17日至2226年11月20日的4次全環食（亦稱混合食）、2244年12月1日至2659年8月10日的24次日環食、2677年8月20日至2893年12月29日的13次日偏食，總共歷時1352.26年。其中最長的全食發生於1992年6月30日，共持續了5分21秒。
下表列舉了1901年至2100年間發生的屬於該周期的日食，是第21至32次：
| 21            | 22            | 23            |
| ------------- | ------------- | ------------- |
| 1902年5月7日  | 1920年5月18日 | 1938年5月29日 |
| 24            | 25            | 26            |
| 1956年6月8日  | 1974年6月20日 | 1992年6月30日 |
| 27            | 28            | 29            |
| 2010年7月11日 | 2028年7月22日 | 2046年8月2日  |
| 30            | 31            | 32            |
| 2064年8月12日 | 2082年8月24日 | 2100年9月4日  |

## 資料來源
1. ↑  樊忠玉. . 中国天文科普网.   [2016-03-27]. （原始内容存档于2014-09-17）.
2. 1 2  Fred Espenak. . NASA Eclipse Web Site.   [2016-03-27]. （原始内容存档于2020-10-20）.（英文）
3. ↑  Fred Espenak. . NASA Eclipse Web Site.   [2016-03-27]. （原始内容存档于2020-10-20）.（英文）
4. ↑  Xavier M. Jubier. .   [2016-03-27]. （原始内容存档于2019-06-03）.（法文）（英文）
5. ↑  Fred Espenak. . NASA Eclipse Web Site.   [2016-03-27]. （原始内容存档于2008-08-29）.（英文）
6. ↑  Fred Espenak. . NASA Eclipse Web Site.（英文）

## 外部連結
- NASA日食專頁（页面存档备份，存于）（英文）
- 可見區域圖和時間統計：由弗雷德·埃斯佩纳克做出的日食預報，NASA/GSFC
  - Google互動地圖呈現的日食範圍
  - 貝塞爾元素
- Google地圖顯示的日全食和日偏食範圍（页面存档备份，存于）（法文）（英文）

| \| \| 日食 \|                             |                              |                                            |
| 上一次日食： 1937年12月2日日食 （日環食） | 1938年5月29日日食 （日全食） | 下一次日食： 1938年11月21日日食 （日偏食） |
| 上一次日全食： 1937年6月8日日食           | 1938年5月29日日食 （日全食） | 下一次日全食： 1939年10月12日日食          |
|                                           | 日食                         |                                            |